# حمام نظافت
حمام نظافت مربوط به اواخر دوره قاجار است و در تبریز، خیابان آذربایجان، خیابان حکم‌آباد (تبریز)، میدان دوم واقع شده و این اثر در تاریخ ۲ آبان ۱۳۸۲ با شمارهٔ ثبت ۱۰۴۶۷ به‌عنوان یکی از آثار ملی ایران به ثبت رسیده است.